# Nancy Ryan
Nancy J. Ryan (Liberty, 5 september 1849 – aldaar, 17 oktober 1958) was een Amerikaanse eeuwelinge en op het moment van haar overlijden de op één na oudste levende mens ter wereld, na Catherine Waller (1848-1959).

## Levensloop
Nancy werd geboren in 1849. Haar vader overleed al op jonge leeftijd, waardoor haar moeder de kinderen alleen moest grootbrengen. Nancy trouwde met Daniel Ryan, een veteraan uit de Amerikaanse Burgeroorlog. Als methodistisch predikant wisselde hij regelmatig van standplaats, en het gezin verhuisde dus vaak. Het echtpaar kreeg twee dochters en een zoon.
Sinds haar 85e jaar was ze blind. In haar laatste jaren werd ze verzorgd door een van haar dochters.
Met de dood van Anne Marie Carstenson op 30 maart 1958 werd ze de op één na oudste mens ter wereld. Ze overleed op 109-jarige leeftijd en werd begraven op de Boston Cemetery in Boston (Indiana).